# Micropeza producta
Micropeza producta är en tvåvingeart som beskrevs av Walker 1849. Micropeza producta ingår i släktet Micropeza och familjen skridflugor. Inga underarter finns listade i Catalogue of Life.